# 黎明乡 (宁洱县)
黎明乡，是中华人民共和国云南省普洱市宁洱哈尼族彝族自治县下辖的一个乡镇级行政单位。

## 行政区划
黎明乡下辖以下地区：
汪街村、仙人村、岔河村、团山村、窑房村和兴乐村。